# Пенні Мена
44°14′06″ пн. ш. 68°32′38″ зх. д. / 44.235° пн. ш. 68.543888888889° зх. д.Пенні Мена, також відома як монета Ґоддарда — це норвезька срібна монета часів правління Олафа Кірре, короля Норвегії (1067—1093 н. е.). Археолог-аматор виявив її в штаті Мен в 1957 році, і це запропоновано як доказ доколумбового трансокеанічного контакту.

## Історія
Гай Мелґрен, місцевий житель штату Мен і археолог-аматор, стверджував, що знайшов цю монету 18 серпня 1957 року на місці археологічної пам'ятки Ґоддарда в поселенні Наскіг-Пойнт. Стаття 1978 року в «Time» вказувала, що знахідка містилася в купі сміття поблизу прибережного міста Блу-Гілл. Спершу Малгрен ідентифікував монету як англійську XII ст. У 1978 році артефакт досліджували експерти з Лондона, які припустили, що монета могла бути скандинавською. Згодом експерт із скандинавських монет з Університету Осло Колбйорн Скааре підтвердив, що вона на 200 років давніша. Мелґрен подарував монету Музею штату Мен у 1974 році. Подальші розкопки не виявили жодних інших скандинавських артефактів у Наскіг-Пойнт.
Роберт Гоґе, пишучи для Американського нумізматичного товариства в 2006 році, заявив, що «немає надійного підтвердження документації монети Ґоддарда, і багато непрямих доказів свідчать про те, що хтось навмисно намагався маніпулювати або заплутати ситуацію. Скандинавську монета з Мену мабуть, слід вважати обманом». Проте норвезький нумізмат Свейн Ґулбек 2017 року визнав, що монета справді знайдена в заявленому місці.

## Монета

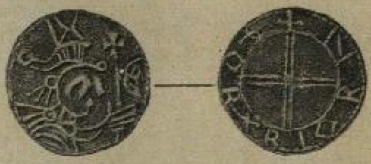
Монета, аналогічна до пенні Мена

Пенні Мена — це норвезький срібний пенні часів правління Олафа Кірре, викарбуваний між 1065 і 1080 роками н. е. При знахідці пенні мав отвір, щоб монету можна було носити, як кулон, але пізніше ця частина розпалася.
Малоймовірно, що монету привезли вікінги, які подорожували аж до штату Мен. Одним з правдоподібних пояснень присутності монети в пам'ятці Ґоддарда є те, що корінні жителі купили її десь в іншому місці. Інші артефакти з цього місця, наприклад, труна ескімосів Дорсету, дають підстави вважати, що воно було центром великої індіанської торгової мережі.

## Інтернет-ресурси
- Maine Penny (image). Maine State Museum. Архів оригіналу за 3 лютого 2003.
- Maine State Museum website
- The Mystery of Maine's Viking Penny